# Botanophila helviana
Botanophila helviana este o specie de muște din genul Botanophila, familia Anthomyiidae, descrisă de Verner Michelsen în anul 1983.
Este endemică în Denmark. Conform Catalogue of Life specia Botanophila helviana nu are subspecii cunoscute.